# Svenska pälsvaruarbetareförbundet
Svenska pälsvaruarbetareförbundet var ett svenskt fackförbund som bildades 1919. Det uppgick 1922 i Svenska hatt- och pälsindustriarbetareförbundet.

## Historia
- 1918 sökte buntmakarna medlemskap i Svenska hattarbetareförbundet men de uppmanades att bilda ett eget förbund och det blev Svenska pälsvaruarbetareförbundet som startade 1919.
- 1922 sammanslogs förbundet med Svenska hattarbetareförbundet till Svenska hatt- och pälsindustriarbetareförbundet.